# 아폴로 11호
아폴로 11호(Apollo 11)는 처음으로 달에 착륙한 유인 우주선이다. 아폴로 계획의 다섯 번째 유인우주비행인 동시에 세 번째 유인 달 탐사이기도 했다. 1969년 7월 16일에 발사되었으며 선장 닐 암스트롱, 사령선 조종사 마이클 콜린스, 달 착륙선 조종사 버즈 올드린이 탔다. 7월 20일 암스트롱과 올드린은 달에 발을 딛은 최초의 인류가 되었다. 당시 콜린스는 달 궤도를 돌고 있었다.
아폴로 11호의 탐사 성공으로, 존 F. 케네디가 주장했던 '1960년대가 끝나기 전에 인간을 달에 착륙시키는 것'은 달성되었다.
| “ | 나는 이 나라가 1960년대가 지나가기 전에 달에 인간을 착륙시킨 뒤 지구로 무사히 귀환시키는 목표를 달성해야 함을 믿었다. | ” |
|   | — 케네디, 1961년 연설                                                                                                 |   |

## 역사
1969년 7월 16일 13시 32분 UTC에 플로리다주 케네디 우주 센터에서 새턴 5호 로켓으로 발사되었다. NASA의 5번째 아폴로 프로그램 유인우주선 임무였다. 7월 20일 20시 17분 UTC에 달착륙선이 달의 표면에 착륙했다. 선장은 닐 암스트롱 중위, 조종사는 버즈 올드린이었다. 달에 착륙하고 6시간이 지나서 7월 21일 02시 56분 15초 UTC에 암스트롱이 달에 내렸다. 버즈 올드린은 20분 후에 내려왔다. 2시간 30분을 달에서 걸어다니면서 21.5 kg의 달 모래 등을 채집하였다. 달 궤도를 돌고 있는 사령선에는 마이클 콜린스 (우주비행사)가 혼자 남아있었다. 달에 착륙하고 21.5 시간이 지나서 달착륙선이 이륙해 사령선과 도킹하였다.

## 승무원
- 닐 암스트롱(영어: Neil Alden Armstrong) - 선장
- 마이클 콜린스(영어: Michael Collins) - 사령선 조종사
- 버즈 올드린(영어: Edwin Eugene Aldrin jr.) - 달 착륙선 조종사

콜린스는 원래 아폴로 8호 때 사령선 조종사를 맡기로 되어 있었으나, 등 부상으로 인해 탈락하고 짐 러벨이 대신 임무를 맡았다. 또한 아폴로 11호 달 착륙선 조종사를 맡기로 되어 있었으나, 사령선 조종사는 우주 비행 경험이 있는 사람만 할 수 있기 때문에 제미니 계획에서 우주비행을 한 경험이 있던 콜린스 비행사가 사령선 조종사로 일종의 '진급'을 하게 되었다.

### 비행 지휘자
- 클리프 찰스워스 발사 및 EVA(우주유영)
- 글린 룬네이 달강하
- 진 크랜즈 달착륙

## 조직적 명명법
달 착륙선은 미국의 국장이자 아폴로 11호의 기장 마스코트인 흰머리수리에서 착안, 이글(Eagle)로 이름지어졌다. 사령선의 이름은 아폴로 11호 승무원들이 자신들의 달 탐험을 미 대륙을 발견했던 콜롬버스의 이름을 따서 콜롬비아(Columbia)로 이름이 지어졌다. 미국 항공우주국 내부 문서에는 달 착륙선과 사령선을 각각 빙수(Snowcone)와 건초가리(Haystack)로 부를 계획이 잡혀 있었으나, 이들 이름은 언론에 계획이 공표되기 전에 조용히 바뀌었다.

## 중요한 순간들

### 발사와 달착륙

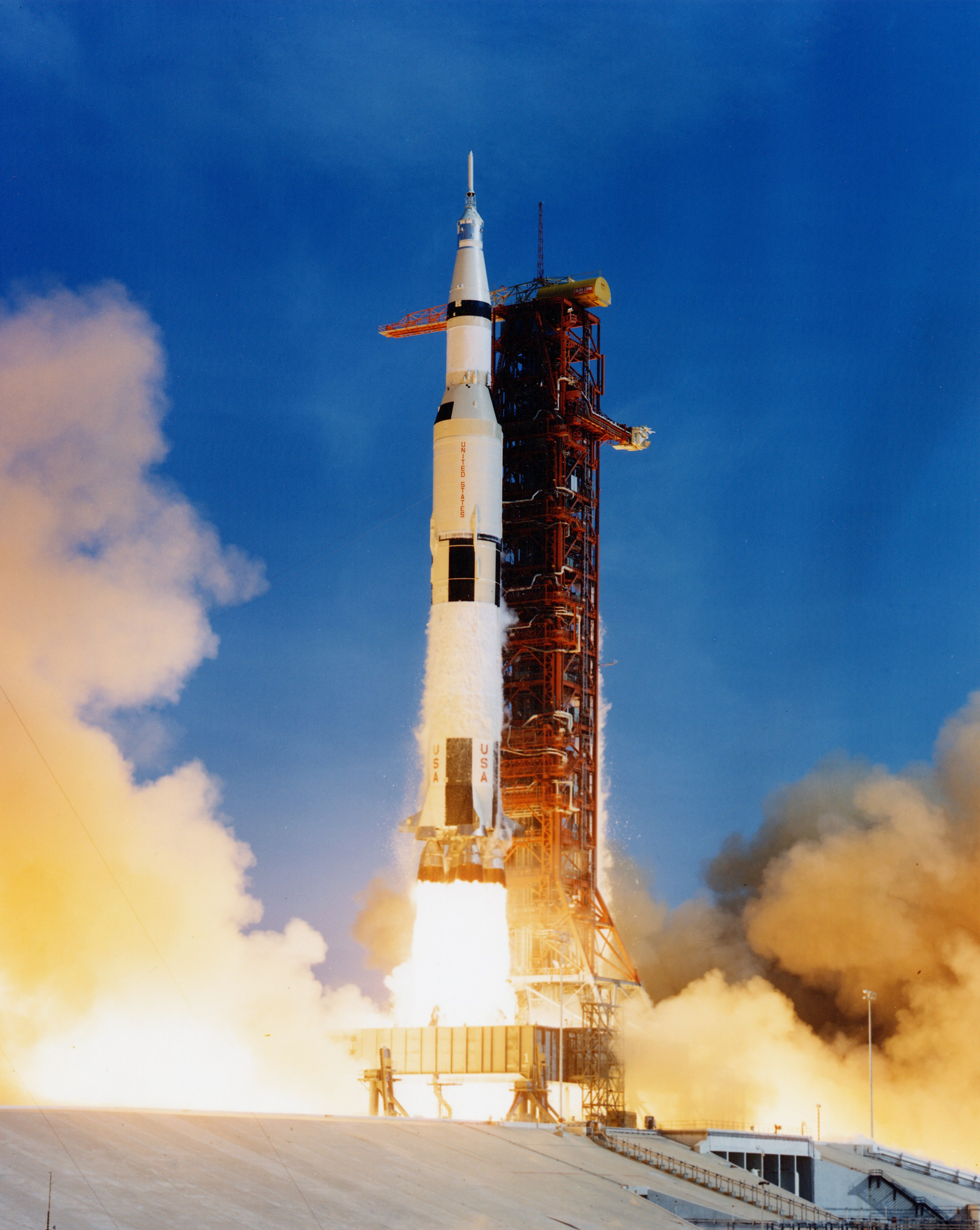
1969년 7월 16일 아폴로 11호를 실은 새턴 V 로켓의 발사 장면. 사진은 발사 개시 후 수 초가 지난 장면이다.

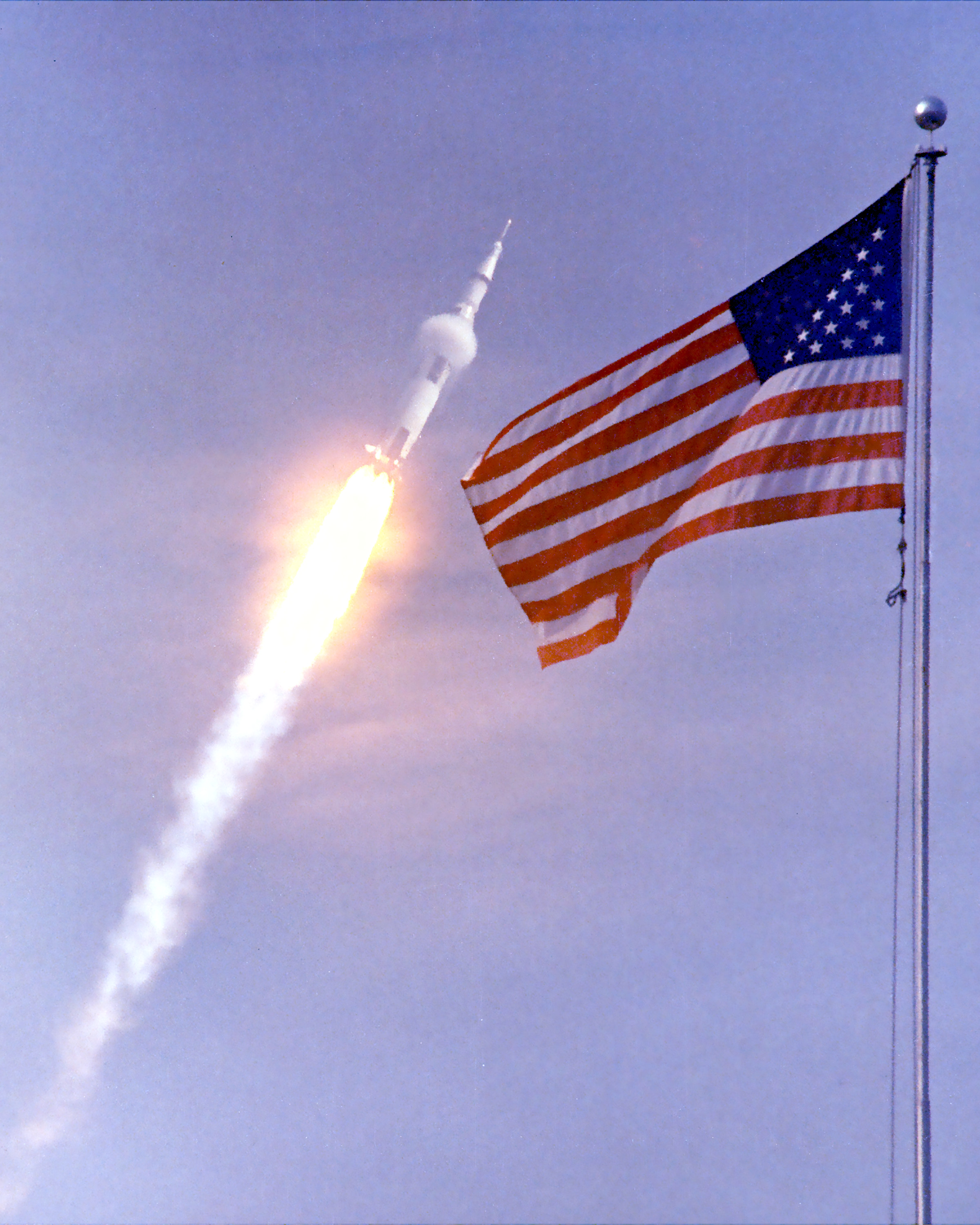
발사로부터 1분 후, 속도가 마하 1에 가까워져 압축구름을 발생시키는 새턴 V 로켓

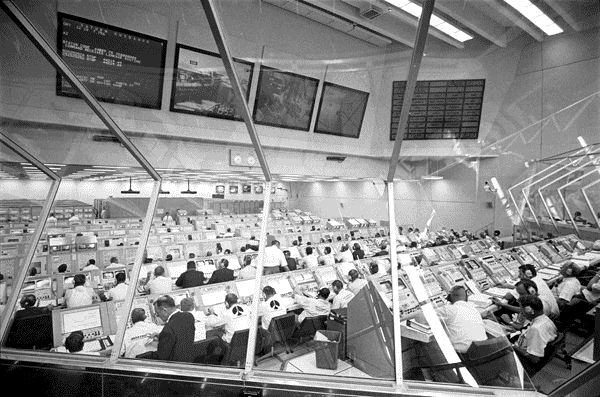
관제센터의 담당관들

아폴로 11호의 발사 당일, 우주 기지 근처 고속도로와 바닷가에는 백만 명은 되는 인파가 몰렸으며 텔레비전으로 7억 명에 이르는 대중이 지켜보는 가운데 발사되었다. 당시 미 대통령 리처드 닉슨은 이 광경을 백악관 오벌 오피스에서 지켜보고 있었다.
아폴로 11호를 탑재한 새턴 V 로켓은 1969년 7월 16일 협정시 13시 32분(지역시 9시 32분) 케네디 우주 센터에서 발사되었다. 12분 후 기체는 지구 궤도에 진입했다. 지구를 한 바퀴 반 돈 뒤, S-IVB 3단계 엔진은 TLI 점화(Trans Lunar Injection burn)와 함께 우주선을 밀어서 달로 가는 궤도로 진입시켰다. 30분 후 아폴로 사령선/서비스 모듈이 마지막으로 남은 새턴 V 로켓 기체에서 분리되었으며, 루나 모듈 어댑터 내에 있던 달착륙선과 합체했다.
1969년 7월 19일, 아폴로 11호는 달의 뒤편에서 기계선의 로켓 엔진을 점화시켜, 달 주회 궤도에 올랐다. 궤도를 13바퀴 돌았을 때, 승무원은 고요의 바다 사비누 D크레이터의 남서 20킬로의 상공에서 확실히 지금부터 그들이 착륙하려는 지점을 목격할 수 있었다. 여기가 착륙 지점으로 선택된 것은, 무인 탐사기 레인저 8호·서베이어 5호에 의한 조사나 달 주회 위성으로부터의 사진 촬영에 의해서 비교적 평탄하고 착륙이나 선외 활동을 수행하는 데 지장이 없다고 판단되었기 때문이었다.

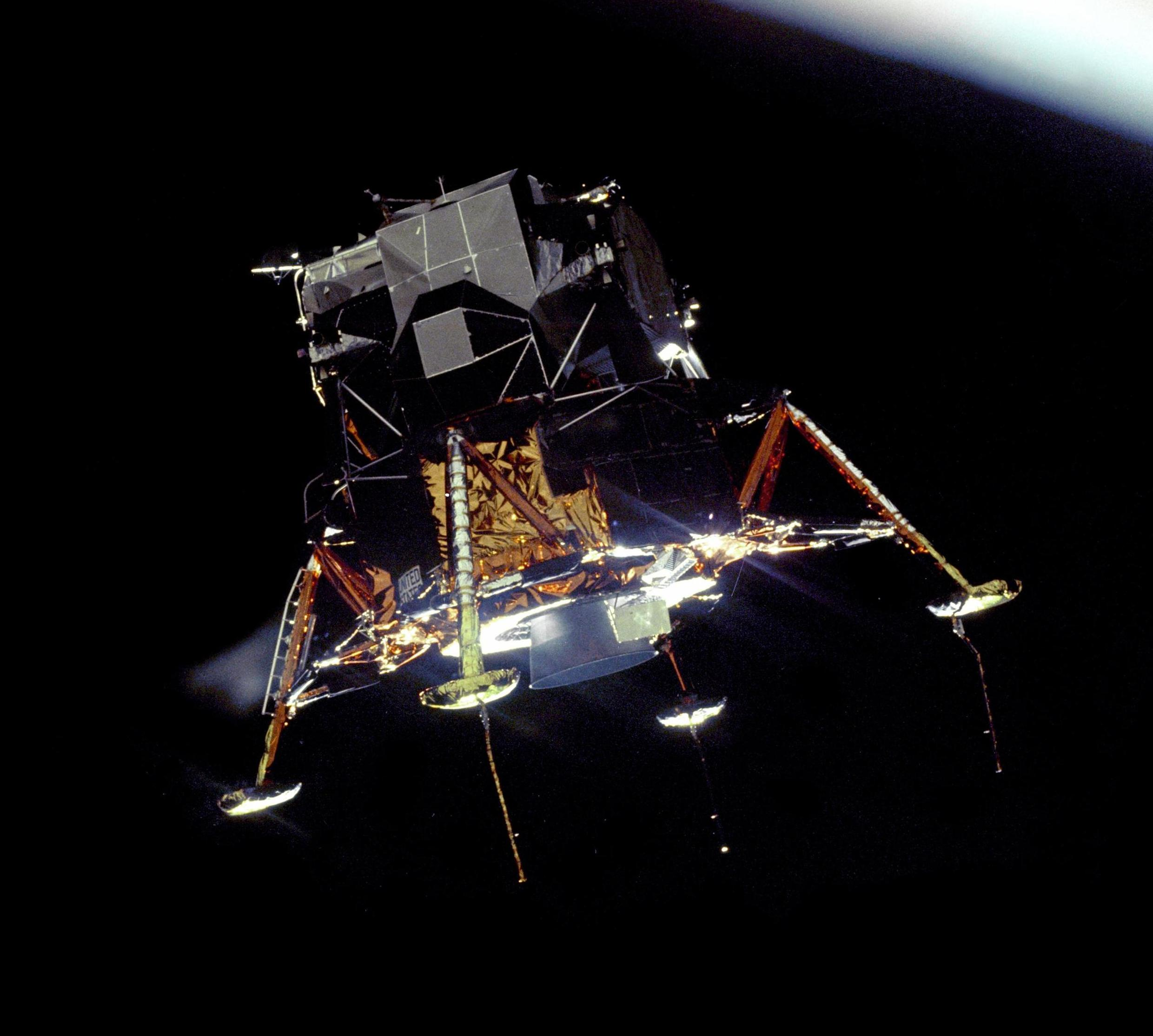
분리 직후 사령선에서 촬영된 '이글'

1969년 7월 20일, 착륙선 이글은 사령선 콜럼비아에서 분리되었다. 이글은 기체를 천천히 회전시켰고, 사령선에 혼자 남은 콜린스는 기체가 손상을 입었는지를 확인했다.
엔진을 점화해 강하를 개시한 후 얼마가 지나고 나서 닐 암스트롱과 버즈 올드린은 달 표면 상의 목표 지점을 통과하는 것이 4분 정도 빠른 것을 알았다. 이것은 즉, 예정 착륙 지점을 수 마일 정도 지나쳐 버리는 것을 의미하고 있었다. 그 때, 착륙선의 항법 컴퓨터가 경보를 발령했다. 지상의 모의 실험 장치로 다 셀 수 없을 정도로 훈련을 쌓아 온 비행사도, 이 경보가 무엇을 의미하는지 이해할 수 없었지만, 텍사스주 휴스턴의 관제센터에 있던 컴퓨터 기사는, 항법 주임에게 이대로 강하를 계속해도 아무런 문제가 없는 것으로 보고했고, 그것은 즉시 비행사들에게도 전해졌다.
하지만 그때 닐 암스트롱이 창 밖을 봤을 때, 거기에는 직경 100 m 정도의 크레이터가 기다리고 있었다. 내부에는 승용차 크기만한 바위가 많이 널려 있었고, 그곳에 착륙하면 착륙선이 넘어져 버리는 것은 분명했다. 닐 암스트롱은 조종을 반수동으로 전환했고(일반적으로는 전수동으로 전환했다고 생각되고 있지만, 사실은 아니다), 옆에서는 올드린이 고도와 속도의 데이터를 읽어 내렸다. 1969년 7월 20일 20:17(UTC), 이글은 달 표면에 착륙했지만, 그때 연료는 10초 분이 남은 것으로 표시되고 있었다.
방금 전의 경보는, 컴퓨터가 오버플로우를 일으킨 것을 알리는 것이었다. 착륙 때, 사령선과의 랑데부용의 레이다는 필요가 없어지지만, 만일 착륙을 중지해 긴급 탈출하는 사태에 대비해 스위치가 켜져 있었다. 그 때문에 컴퓨터에는, 고도 측정용 레이다로부터의 것과 랑데부용 레이다로부터의 것의 2종류의 데이터가 동시에 들어 와 버려, 연산 처리가 따라잡지 못하게 되었던 것이다. 지상의 시뮬레이션에서는 이러한 사태는 상정하지 않았다. 이것은 컴퓨터는 아니고 인간의 실수였지만, 숙련된 비행사들에 의해서 큰 문제로 진화하는 것은 막을 수 있었다. 또 연료는 조금밖에 남지 않았다고 표시되고 있었지만, 이것은 달의 중력이 지구의 6분의 1 밖에 없기 때문에, 탱크 내에서 연료가 예상 이상으로 교반되어 실제보다 낮게 표시된 것이었다. 이 때문에 이후의 미션에서는, 탱크 안에 연료의 동요를 억제하는 억류판이 설치되었다. 또한 아폴로 11호의 달 착륙선은 달 착륙 직후 연료가 얼어 관 속을 막아 우주비행사들이 안에 있을 때 폭발해 버릴 뻔했다고 한다.
달 표면으로부터 최초의 말을 한 사람은(기술적인 전문 용어였지만) 올드린이었다. 강하하고 있는 동안, 그는 쭉 조종을 담당하는 암스트롱의 옆에서 항법 데이터를 읽어 내리고 있었다. 착륙한 순간에 그가 말한 말은, "접촉등이 점등했다. OK, 엔진 스톱. ACA 해방"으로, 암스트롱이 "ACA 해방 이해"라고 확인해, 다시 올드린이 "모드 컨트롤 자동. 강하용 엔진 지령 모두 정지. 엔진 암, 오프. 413 인"이라고 대답했다. 그 다음에 암스트롱이, 유명한 다음의 말을 했던 것이다.
| “ | 휴스턴, 이쪽 고요의 기지. 이글은 착륙했다. (Houston, Tranquility Base here. The Eagle has landed.) | ” |

암스트롱이 우주선의 명칭을 갑자기 이글로부터 '고요의 기지'로 변경했기 때문에, 관제 센터는 일순간 혼란스러웠다. 통신 담당관이 즉시 착륙을 확인해, 관계자들은 가장 곤란한 작업인 착륙 조작이 무사히 행해진 것을 확인하고 안심했다.
선외 활동 준비를 개시하기 직전, 돌연 올드린이 이렇게 말했다.
| “ | 이쪽은 달 착륙선 파일럿입니다. 이 기회를 빌려, 나는 이 방송을 듣고 있는 사람들에 대해, 누구도, 또 어디에 있어도, 당분간의 행동을 멈추고, 이 수 시간에 일어난 사건에 대해 심사숙고 해, 각각의 방법으로 감사를 해 주었으면 합니다. | ” |

그 후, 올드린은 혼자서 성찬식을 실시했다. 당시 NASA는, 아폴로 8호의 비행사들이 달을 주회하고 있을 때에 성서의 창세기를 낭독했던 것에 관계해, 무신론자인 마다린 마레이 오헤일로부터 "우주비행사는, 우주에 있는 동안은 종교적 활동을 가까이 해서는 안된다."라고 고소된 상태였다. 그 때문에 올드린은, 달에서 성찬식을 실시한다는 자신의 이 계획을 아내한테도 사전에 밝히지 않았고, 또 지구에 귀환하고 나서도 몇 년 동안이나 공식적으로 밝히지 않았다. 그는 텍사스주 웹스타에 있는 교회의 신자로, 성찬 용구는 동교회의 딘 우드 러프 목사가 준비해 주었다. 이 사실은 올드린 자신의 저서 '달로부터의 귀환' 중에서 처음으로 밝혀졌다. 후에 동 교회는, 이 때에 이용된 잔을 그로부터 받아, 매년 7월 20일에 가장 가까운 일요일을 '달의 만찬의 날'로서 기념하게 되었다. 

### 월면 활동

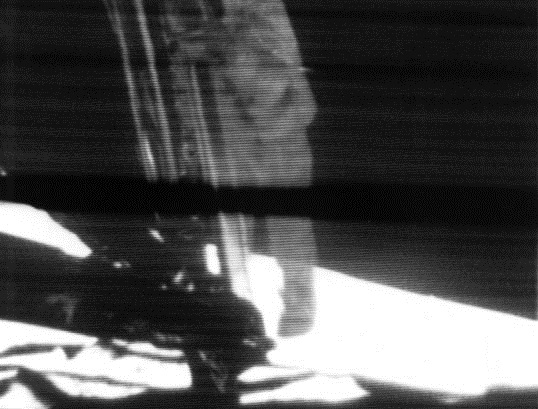
착륙선에 탑재된 슬로우 스캔 TV가 파악한, 사다리를 내려오는 닐 암스트롱의 모습

비행사들은, 우선 최초로 60도의 시야가 있는 착륙선의 삼각형 창으로부터 밖의 모습을 관찰해 성조기와 과학 관측 기기를 설치하는 데 적당한 장소를 찾았다. 선외 활동의 준비는 예정보다 2시간이나 불필요하게 더 걸려 버렸다. 존 영 비행사에 의하면, 착륙선의 해치는 개발 도중에 사이즈가 작게 변경되었지만, 우주복의 생명유지장치에는 아무 변경도 없었다. 그 때문에 암스트롱은 선외로 나오는 데 엄청난 고생을 해, 비행사의 심박수는 해치를 출입할 때에 최고치에 올랐다고 한다.
암스트롱이 발 밑을 확인하면서 구단의 사다리를 내려가고 있는 동안, 마이크는 그의 숨결을 분명히 파악하고 있었다. 다리의 옆에 설치되어 있는 촬영기기의 D의 형태를 한 링을 당기면, 슬로우 스캔 TV의 카메라가 작동되어, 사다리를 나오는 암스트롱의 모습이 비추어졌다. 그러나 이 영상은 TV 중계의 규격에는 적합하지 않았기 때문에, 본방송에서는 화질이 뒤떨어지는 종래형의 카메라로 촬영된 영상이 표시되고 있었다. 신호는 미국의 골드 돌 기지가 수신하고 있었지만, 오스트레일리아의 중계 기지가 감도가 보다 선명했다. 몇 분 후, 중계 임무는 보다 감도가 양호한 오스트레일리아의 파카스 전파 망원경에 이양되었다.
여러 가지 기술적 문제를 해결하고 달 표면으로부터의 사상 최초의 선외 활동을 파악한 영상은 전 세계에 전달되었다. 지구상에서는 이 순간, 적어도 6,000만명 이상의 사람들이 텔레비전으로 이 장면을 보고 있었다. 그렇지만 슬로우 스캔 TV로 촬영한 고화질의 영상은 녹화 테이프가 아직도 행방 불명 상태이다.
암스트롱은 착륙선의 다리 위에 내려서 달 표면 상태를 "밝고, 거의 가루와 같이 보인다.(fine and almost like a powder)"라고 보고한 후, 착륙으로부터 대략 6 시간 반 후의 1969년 7월 21일 02:56 UTC(미 동부 시간 오전 10시 56분), 달 표면에 역사적인 발자국을 찍었다.
| “ | I'm, ah... at the foot of the ladder. The LM footpads are only, ah... ah... depressed in the surface about, ah.... 1 or 2 inches, although the surface appears to be, ah... very, very fine grained, as you get close to it. It's almost like a powder. (The) ground mass, ah... is very fine. (지금 착륙선의 다리 위에 서 있다. 다리는 달 표면에 1 인치나 2 인치 정도 가라앉고 있지만, 달의 표면은 가까이서 보면 꽤…, 꽤 매끈하다. 거의 가루와 같이 보인다. 달표면은 분명히 보이고 있다.) I'm going to step off the LM now. (지금부터 착륙선으로부터 다리를 밟고 내려간다.) That's one small step for (a) man, one giant leap for mankind. (이것은 한 명의 인간에게 있어서는 작은 한 걸음이지만, 인류에게 있어서는 위대한 도약이다.) | ” |
|   | — 동영상중의 암스트롱의 발언 내용 |   |

암스트롱은 또, 중력이 지구의 6분의 1밖에 되지 않는 달 표면은 걸어 다니려면 아무 문제도 없고, 오히려 훈련보다 상당히 편하다라고 보고했다.

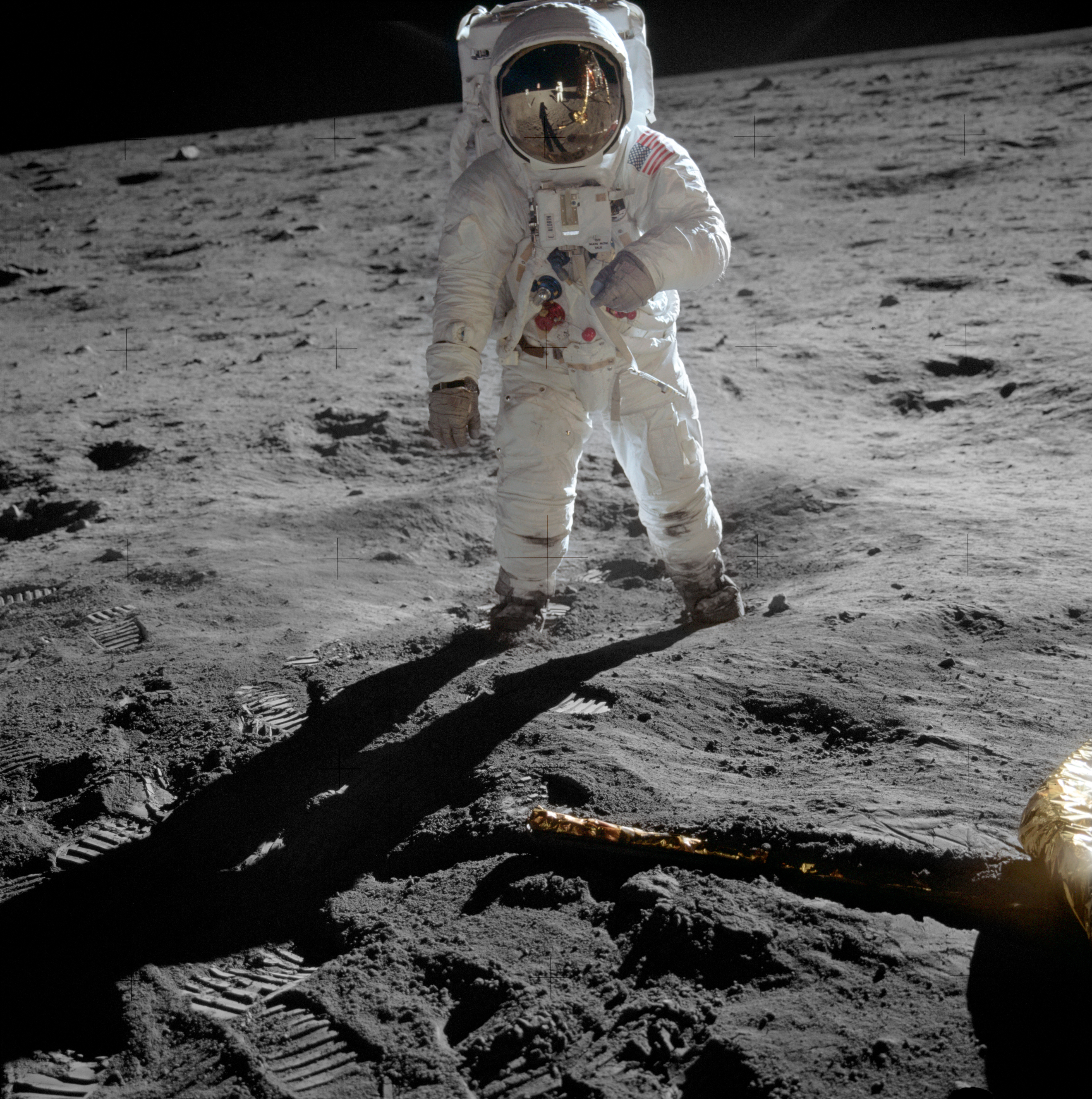
암스트롱이 촬영한 올드린. 헬멧에는 암스트롱 자신의 모습이 비치고 있다.

아폴로 11호의 비행은, 존 F. 케네디 대통령의 "1960년대가 가기 전까지 인간을 달표면에 도달시켜서"라는 최고 지령의 실현일 뿐만 아니라, 여러 가지 기술에의 도전이라는 측면도 가지고 있었다. 암스트롱은 후의 비행의 참고가 되도록 여러 가지 각도로부터 착륙선의 사진을 촬영해, 그 후 홀쭉한 봉으로 달 표면 샘플을 모으고 가방에 채워 우퇴의 포켓에 밀어넣었다. 한층 더, 착륙선의 다리로부터 텔레비전 카메라를 꺼내 달표면을 파노라마 촬영한 후, 그것을 12 m 떨어진 장소에서 삼각대 위에 장치했다. 카메라의 케이블에는 감았을 때의 둥글림이 남아 있었기 때문에 잡아늘이는 데에는 약간 고생을 했다.

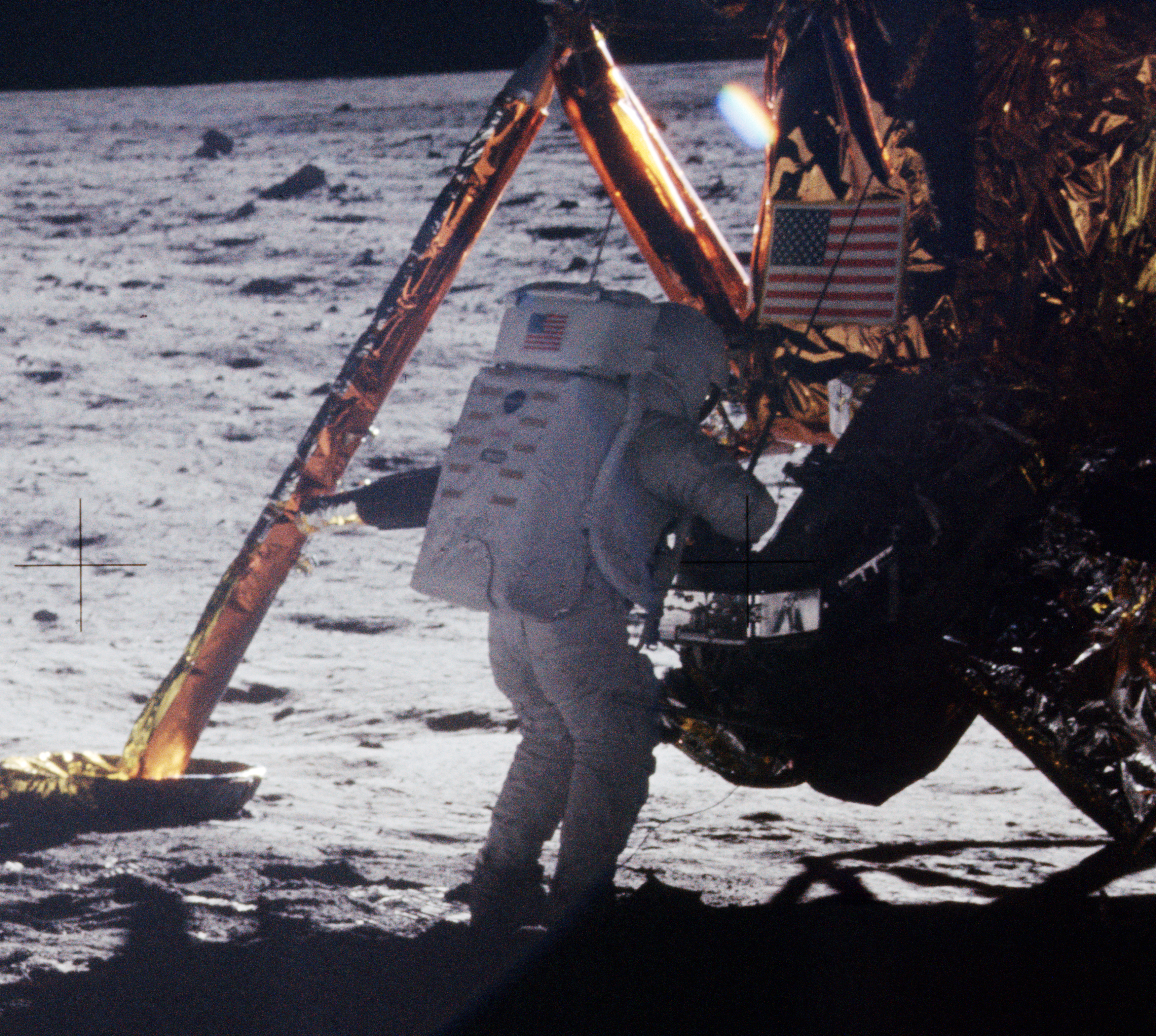
착륙선의 옆에서 작업하는 암스트롱

암스트롱이 달 표면에 내려간 지 15분 후, 올드린도 달표면에 내려가서, 달의 모습을 '장엄하고 황량한 풍경'이라고 표현했다. 양 다리로 하는 '캥거루 점프'등 여러 가지 보행법을 시도하면, 등에 지고 있는 생명유지장치를 위해서 상체가 뒤로 젖혀지는 경향은 있지만, 밸런스를 취하려면 아무 문제도 없고, 익숙해지면 오히려 황새 걸음으로 걷는 편이 좋았다. 다만 이동할 때는 항상 6, 7보처를 예상할 필요가 있었다. 또 달 표면의 밝은 부분은 극히 미끄러지기 쉽고, 태양빛이 비치고 있는 곳으로부터 착륙선의 그림자에 들어갔을 때에는, 우주복 안의 온도에는 전혀 변화는 없었지만, 헬멧의 내부에는 명백한 온도차가 느껴졌다고 보고했다. 비행사들이 달표면에 성조기를 세우고 있는 동안, 갑자기 긴급 연락이 들어왔다. 리처드 닉슨 대통령으로부터의 것이었다. "일찍이 백악관의 전화 통화 가운데 가장 역사적인 것"이라고 후에 닉슨 자신이 말하고 있는 이 전화 중에서, 그는 준비하고 있던 긴 스피치를 읽어 내리려 하고 있었다. 하지만, 백악관과의 연락 담당관을 맡고 있던 NASA의 프랭크 보먼은, "월면 착륙은 당신의 것이 아니고 케네디 대통령의 유산이다."라고 하는 것은 물론 한 마디도 말하지 않고, 비행사들의 스케줄은 가득 차 있는 것을 설명해, 전화를 빨리 끝맺도록 설득했다.

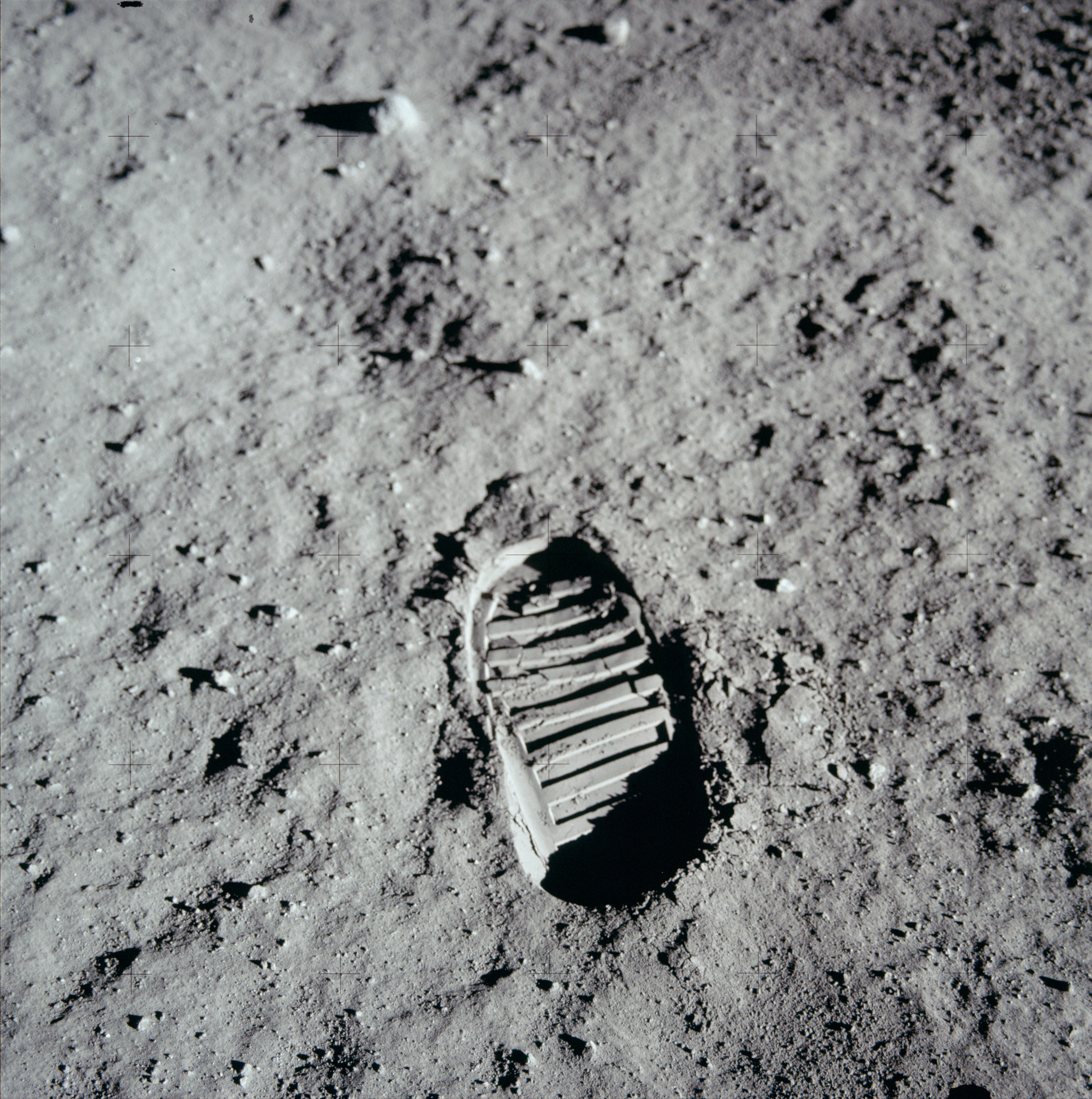
달 표면 상태를 조사하기 위해서 찍어진 올드린의 발자국

그 후 비행사들은, 지진계나 레이저 반사경등이 탑재된 과학 실험장치를 설치했다. 한층 더, 암스트롱이 사진 촬영을 위해서 착륙선으로부터 120 m 떨어진 이스트 크레이터까지 로프를 늘리고 있는 동안, 올드린은 삽이나 신장식의 가위를 사용해 토양 샘플이나 암석을 채집했다. 이전에 관제 센터는, 암스트롱의 대사율이 약간 높은 편이었기 때문에, 조금 페이스를 떨어뜨리도록 전하고 있었다. 그는 시간내에 임무를 완수하려고 너무 급하게 일을 해내고 있었다. 비행사들의 호흡이나 심박수는 예상되고 있던 값보다는 낮았지만, 관제 센터는 신중을 기해 예정을 15분 연장하는 것을 허가했다. 그렇지만 달표면 활동의 시간이 예상외로 길어졌기 때문에, 샘플 채집 활동은 예정되어 있던 34분간의 도중에 끝맺지 않으면 안 되었다.

### 달표면으로부터의 이륙과 지구로의 귀환

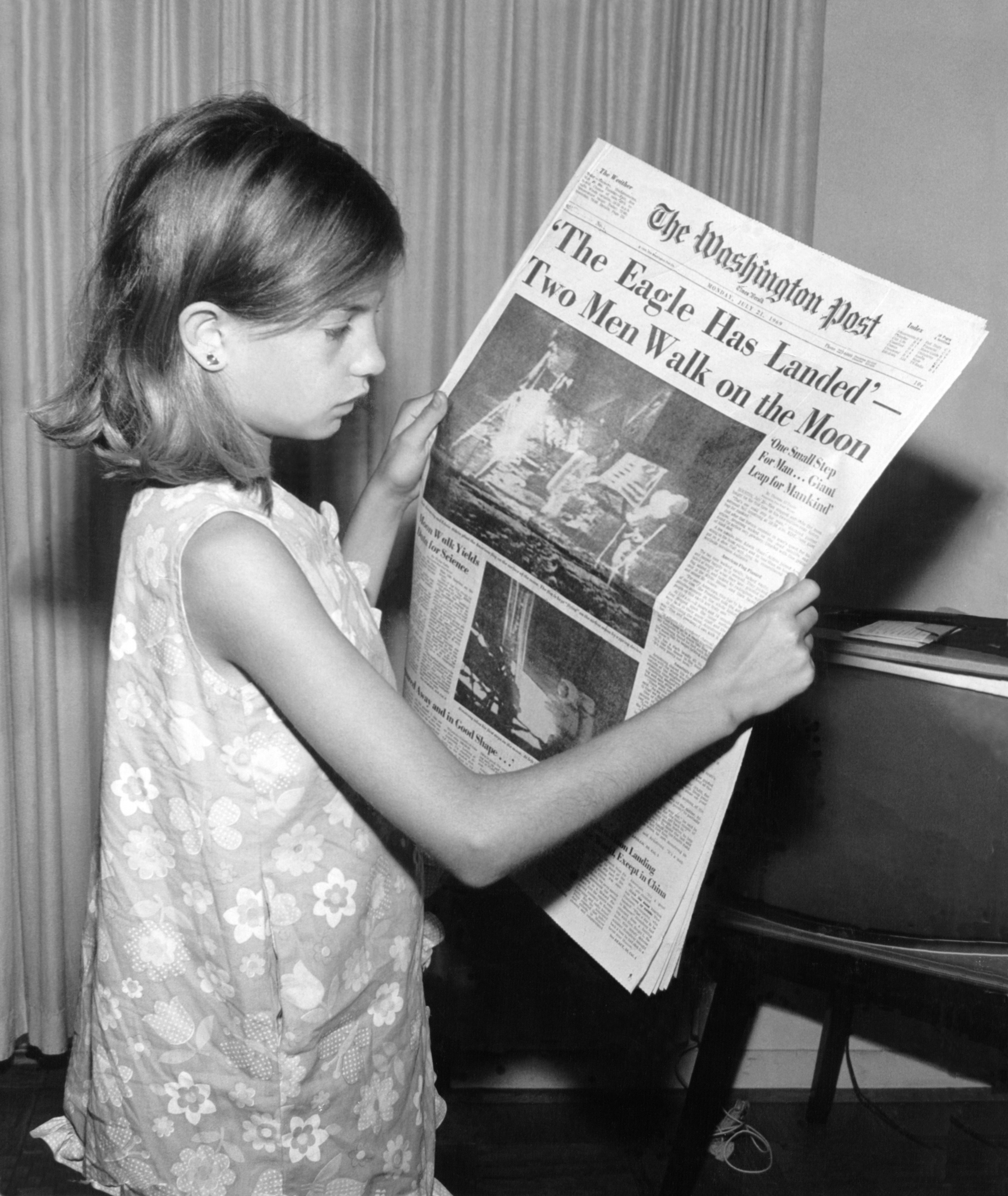
1969년 7월 21일의 워싱턴 포스트.
표제는 "'이글'은 착륙했다", "두 명의 남자가 달표면을 걸었다"였다.

예정되어 있던 달표면 활동을 모두 수행한 후, 우선 올드린이 먼저 착륙선에 들어갔다. 채집한 암석이나 필름 등을 담은 상자는 중량이 22 kg 에 이르러, '달표면 컨베이어'라고 불리는 장치로 끌었지만, 선내에 넣을 때에는 약간 고생을 했다. 그리고 암스트롱은 사다리의 3단에까지 단번에 점프 해 뛰어 올라타, 자신도 선내에 들어갔다. 우주복의 생명유지장치, 달표면 구두, 카메라 등의 필요 없어진 기재를 던져 버린 후 해치를 닫아 선내를 가압해, 두 비행사는 간신히 달 표면에서의 첫 수면에 들어갔다.
올드린은 선내에서 작업하고 있을 때, 잘못해 상승용 엔진을 기동시키는 브레이커의 스위치를 부수어 버렸다. 다행히도 볼펜의 앞으로 스위치를 넣을 수 있었지만, 만약 엔진을 점화할 수 없으면, 그들은 영원히 달 표면에 남겨지게 될 수도 있었다.
7시간의 수면 뒤, 두 명은 휴스턴으로부터의 자명종에 의해서 일어나 이륙의 준비를 시작하도록 지시받았다. 2시간 반 후인 17:54(UTC) 에, 달표면으로부터 21.55 kg의 샘플을 태운 '이글'은 상승단의 엔진을 점화해, 이륙을 개시했다. 사령선 '콜럼비아'와의 도킹에 성공하고, 궤도상에서 그들을 기다리고 있던 콜린스 비행사와 무사히 재회를 완수했다.

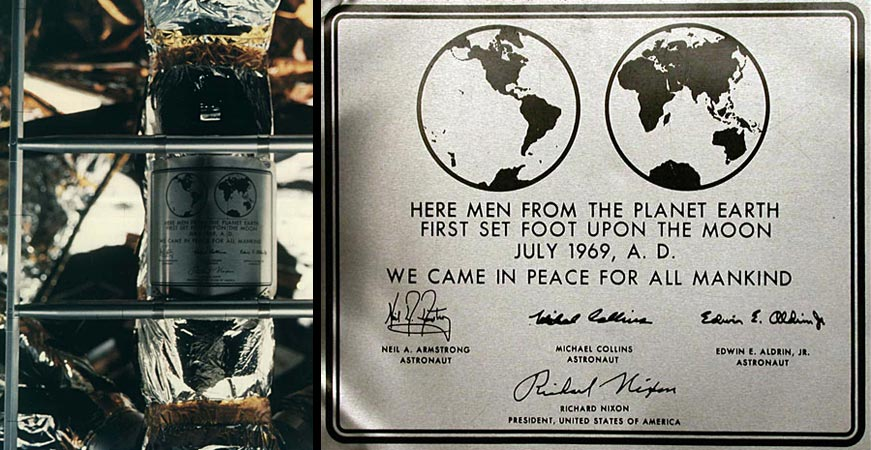
착륙선 '이글'의 다리에 붙여진, 비행을 기념하는 플레이트. 현재에도 달표면에 남아 있다

2시간 반의 달 표면 활동으로, 비행사들은 지진계나 지구와 달과의 거리를 측정하기 위한 레이저 반사판 등, 여러 가지 관측 장치를 달 표면에 설치했다. 과학 기기 외에는, 성조기나 비행을 기념한 플레이트 등도 남겨 놓고 왔다. 기념 플레이트는 착륙선의 정면의 다리에 붙여지고 있었고, 지구의 동반구와 서반구, 세 명의 비행사와 닉슨의 서명, 그리고 "서기 1969년 7월, 행성 지구로부터 온 인간이 달표면에서 다리를 밟아 내린 것을 여기에 기념한다. 우리는 모든 인류의 평화를 위해서 왔다."라는 성명이 쓰여 있었다. 또 그들이 달표면에 남겨 온 상자 안에는, 평화의 심볼인 돈의 월계관과 비행사 세 명이 화재 사고로 희생된 아폴로 1호의 휘장, 그리고 드와이트 아이젠하워, 존 F. 케네디, 린든 존슨, 리처드 닉슨 등의 역대 대통령이나, 세계 73개국 정상들의 친선의 메시지를 녹음한 실리콘제의 레코드 등이 있었다. 이 레코드 안에서는, 미국 의회의 대표자나 NASA의 설립에 노력한 상하 양원의 네 개의 위원회의 멤버, 역대 NASA 국장의 이름 등도 읽어 내릴 수 있었다. 1989년에 출판된 '달부터 돌아온 남자'라는 책 중에서, 올드린은 이 상자안에는 소비에트 연방의 우주비행사 유리 가가린이나 옷의 안감 미르 코마료프를 기념한 메달도 들어가 있었다고 밝혔다. 또 NASA의 우주비행사 훈련 담당관 디크 슬레이톤은 '달을 노린다'라는 책 중에서, 암스트롱이 다이아몬드가 들어간 특제의 비행사의 계급장을 달표면에 두고 왔다고 말하고 있다.
이륙 때, 상승단의 창으로부터 달표면을 촬영한 영상은, 착륙선으로부터 8 m 정도 떨어진 곳에 세울 수 있었던 성조기가, 로켓의 배기가스로 격렬히 흔들리는 장면을 파악하고 있었다. 올드린은,
| “ | 상승을 시작했을 때, 나는 컴퓨터의 조작에 집중했고, 닐은 고도계를 주시하고 있었지만, 성조기가 날려 버려지는 것은 분명히 볼 수 있었다. | ” |

라고 보고했다. 이 때문에 이후의 비행에서는, 성조기는 착륙선으로부터 30 m 이상 멀어진 장소에 세우게 되었다.
사령선과의 랑데부와 도킹에 성공한 후, 이글은 1969년 7월 21일 23:41 UTC에, 달주회 궤도상에 투기되었다. 아폴로 12호의 비행 직전에는, 이글은 아직도 궤도상에 머무르고 있는 것이 확인되었지만, NASA의 보고로는 그 후 점차 궤도가 낮아져, 달 표면의 어디엔가 추락했을 것이다라고 기술되어 있다.
1969년 7월 23일, 귀환 전의 마지막 밤에, 세 명의 비행사는 텔레비전 인터뷰에 대답했다.
| “ | 우리를 쏘아 올린 새턴 V 로켓은 극히 복잡한 기계이지만, 모든 부품은 완벽하게 작동해 주었다. 우리는 이 기계가 아무 문제도 없게 일해 준다는 신뢰를 항상 가지고 있었다. 이 비행은, 다 셀 수 없는 사람들의 피와 땀과 눈물에 의해서 가능하게 되었다. 지금 당신이 보고 있는 우리 세 명은, 몇천, 몇만의 인간에 의해서 유지되고 있다. 그리고 나는, 그 모든 사람들에게 말하고 싶다. 고마워요! | ” |
|   | — 콜린스 |   |

| “ | 인간 세 명을 달에 보낸다는 위업은, 정부나 기업뿐만 아니라, 국가나 혹은 그 이상의 것에 의해서 완수할 수 있었다. 이것은, 인간의 미지에 대한 호기심을 상징하고 있는 것이라고 생각한다. 나는 며칠 전의 그 달표면에서의 사건을 생각해 낼 때, 찬송가의 일절이 생각난다.「하늘을 생각할 때, "순리대로인 달이나 별의 운행은, 주의 뜻에 따라 움직이고 있는 것이다."라고밖에 생각되지 않는다」 이것은 사람이 항상 마음에 세워 두어야 할 일인 것은 아닐까. | ” |
|   | — 올드린 |   |

| “ | 이 비행이 실현된 것은, 가장 먼저 역사에 있어 무수한 실적을 남긴 과학사의 위대한 선인들, 다음에 이것을 완수하고 싶다는 의지를 나타낸 미국 국민, 그리고 그것을 이행한 정부와 의회, 한층 더 우주선이나 새턴 로켓, 사령선 콜럼비아, 착륙선 이글, 선외 활동 장치, 달표면에 있어서의 작은 우주선이라고도 말해야 할 우주복 등을 만들어낸 정부 기관이나 기업 등 많은 사람들 덕분이다. 우리는, 이 우주선을 설계하고, 시험하고, 완성시키기 위해서 심혈을 기울인 모든 미국인에 진심으로 감사의 뜻을 바치고 싶다. 그리고 또 이 방송문을 듣는 모든 사람들에게, 신의 축복을. 이상, 아폴로 11호로부터 | ” |
|   | — 암스트롱 |   |

1969년 7월 24일, '콜럼비아'는 웨이크 섬으로부터 2,660 km 동쪽, 존스튼 환초로부터 380 km 남쪽, 항공모함 호넷(USS Hornet)으로부터 불과 24 km 떨어진 서경 169도 9분, 북위 13도 19분의 태평양 상에 무사히 귀환했다. 비행사들은 착수로부터 1시간 후에 헬리콥터에 의해서 회수되어 즉시 달표면으로부터 세균이나 바이러스를 가져오지 않았는지를 검사하기 위해서 특별한 병동에 격리되었다. 닉슨 대통령은, 그들을 축복하기 위해서 개인적으로 항공모함을 방문했다.

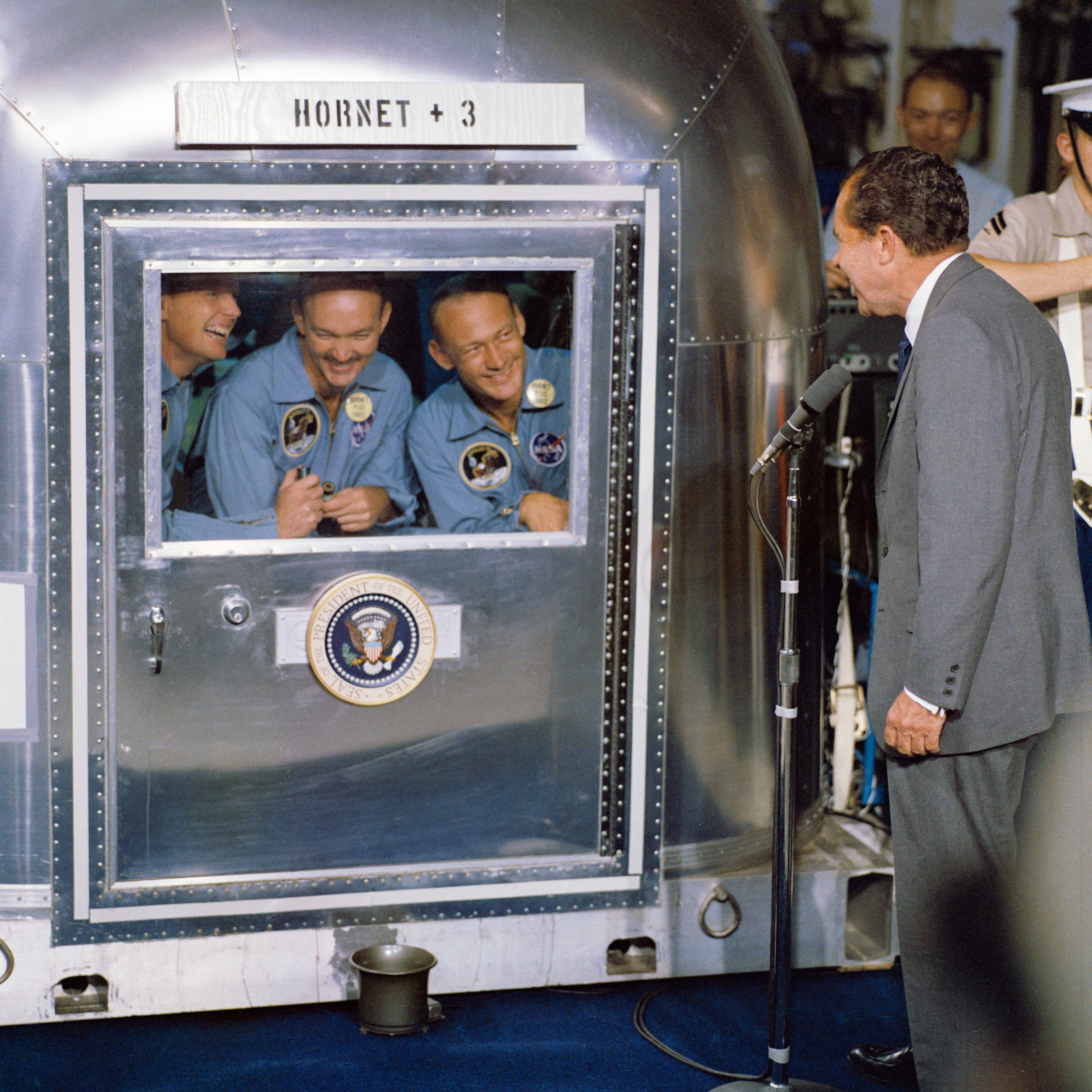
바이러스에 감염될 우려가 있어 격리 병동에 수용되는 비행사들과 그들을 환영하는 닉슨 대통령

1969년 8월 13일, 3주간에 걸친 검사에 의해 이상이 없는 것이 확인되어, 세 명은 병동에서 해방되어 뉴욕, 시카고, 로스앤젤레스에서 성대한 퍼레이드로 환영받았다. 수 주일 후에는 멕시코시티를 방문해 거기서도 환영을 받았다.
로스앤젤레스에서 퍼레이드가 있던 날 밤에는, 의회 의원, 44주의 주지사, 미국 최고재판소 장관, 83개국의 대사들에 의한 환영의 만찬회가 열렸고, 닉슨 대통령 및 스피로 T. 애그뉴 부통령으로부터 '자유의 메달 훈장(Presidential Medal of Freedom)'을 받았다. 그러나 이 만찬회는, 이 후 45일간에 걸쳐서 계속되는 '위대한 비약(Giant Leap) 투어'의 시작에 지나지 않았다. 그들에게는 이로부터 25개국의 방문과 영국의 엘리자베스 2세를 비롯한 각국의 원수와의 면회가 예정되어 있었던 것이었다.
세계의 많은 나라는 사상 최초의 월면 착륙을 기념해 우표나 메달을 발행했다. 또 베트남의 몇 개의 포로 수용소에서는, 아폴로 11호의 비행으로부터 수개월 후에 그러한 우표를 붙인 편지가 도착되어 미국이 인간을 달에 착륙시켰던 것을 알게 되었다.
미주리주 세인트루이스에서 개최된 제27회 세계 SF대회에서는, "일찍이 (SF소설 중에서) 행해진 월면 착륙 중에서, 가장 훌륭했던 것"으로서, SF잡지의 파이오니어, 휴고 게룬즈박크(Hugo Gernsback)에 연관된 특별 휴고상이 주어졌다.
1969년 9월 16일에는, 세 명은 연방 합동 의회의 개최전에서 스피치를 행해, 달표면에 가져 간 2개의 성조기 중 한 장을 상원에, 한 장을 하원에 건네주었다.
아폴로 11호의 사령선은, 현재는 워싱턴 D.C.의 스미스소니언 항공 우주 박물관의 중앙 전시 홀에, 스피릿 오브 세인트루이스, 벨 X-1, 노스아메리칸 X-15, 머큐리 우주선 프렌드십 7호, 제미니 4호 등, 미국의 항공사를 개척해 온 기체와 함께 전시되고 있다. 격리 병동, 구명조끼, 천구의 등은 버지니아주의 박물관에 전시되고 있다.

## 주요 중계권
아폴로 11호의 달 착륙 중계는 전 세계적으로 방영된 역사적인 방송이었으며, 이 중계는 특정 방송사가 독점적으로 중계권을 보유한 것이 아니라, NASA가 실시간으로 제공한 영상을 세계 각국의 방송사들이 받아 중계하는 방식으로 이루어졌다.

### 미국
당시 미국의 주요 방송사인 CBS, NBC, ABC는 모두 아폴로 11호의 달 착륙 장면을 실시간으로 중계했다. 특히 CBS는 월터 크롱카이트(Walter Cronkite)의 진행 아래 32시간에 걸쳐 연속 방송을 진행하며 큰 주목을 받았다.

### 영국
BBC와 ITV는 각각 27시간 이상의 특별 방송을 편성하여 아폴로 11호 임무를 상세히 보도했다. BBC는 런던의 라임 그로브(Lime Grove) 스튜디오에서 다양한 전문가들과 함께 과학적 해설을 제공하며 시청자의 이해를 도왔다.

### 서독(現 독일)
서독의 ARD와 ZDF는 쾰른에 특별 스튜디오를 마련하여 28시간 넘게 생방송을 이어갔다. 스튜디오에는 실제 달 착륙선의 모형을 설치하고, 전문가들이 실시간 해설을 통해 시청자들에게 정보를 전달했다.

### 일본
일본의 공영방송인 NHK는 아폴로 11호 임무의 전 과정을 실시간으로 중계하였다. 당시 NHK는 컬러 방송을 도입한 지 오래되지 않았으나, 아폴로 11호의 달 착륙 장면을 컬러로 방영하여 시청자에게 생생한 영상을 전달하였다.
후지 TV를 비롯한 여러 민영 방송사들 또한 아폴로 11호의 달 착륙에 맞추어 특별 프로그램을 편성하고 중계를 진행하였다. 특히 후지 TV는 약 23시간에 걸친 장시간의 특별 방송을 통해 임무의 주요 내용을 상세히 전달하였다.

### 대한민국
서울중앙방송국(KBS-TV)와 동양방송은 아폴로 11호 임무와 달 착륙 장면을 텔레비전을 통해 중계하였다. 반면 문화방송은 텔레비전 개국 준비로 인해 중계를 방송하지 않았으며, 당시에는 시험 방송만을 송출하였다. 조경철 박사는 KBS 중계 방송에서 통역과 해설을 맡았으며, 시청자들에게 깊은 인상을 남겼다. 이로 인해 그는 이후 "아폴로 박사"라는 별칭으로 불리게 되었다.
당시 텔레비전 보급률이 높지 않았던 상황에서, 중계는 주로 학교, 관공서, 전파사 등에 마련된 공동 시청 공간을 통해 이루어졌다.

### 공산권
아폴로 11호의 달 착륙과 관련하여, 당시 소련을 비롯한 공산권 국가들은 해당 사실을 거의 보도하지 않았으며, 텔레비전 중계 또한 이루어지지 않았다.

## 참고 문헌
1. ↑  NASA (1969년 6월 25일). “기술정보 요약:아폴로 11호(AS-506) 아폴로 새턴 5호 우주선 (TM-X-62812; S/E-ASTR-S-101-69)” (PDF).
2. ↑  유럽 방송국들의 주장
3. ↑  이는 당시 신기록이었음.[2]
4. ↑  아폴로 기념제: 달착륙은 세계를 열광하게 했다
5. ↑  Richard W. Orloff. “Apollo by the Numbers: A Statistical Reference (SP-4029)”. NASA.